# Halina Murias
Halina Maria Murias (ur. 2 kwietnia 1955 w Łańcucie) – polska polityk, księgowa, posłanka na Sejm RP IV i V kadencji.

## Życiorys
W 2004 ukończyła studia ekonomiczne na Katolickim Uniwersytecie Lubelskim. Pracowała w księgowości. Od 1998 do 2001 była radną miejską Łańcuta z listy Akcji Wyborczej Solidarność. Należała do Zjednoczenia Chrześcijańsko-Narodowego.
Jako jego kandydatka w 2001 uzyskała mandat poselski w okręgu rzeszowskim z listy Ligi Polskich Rodzin, do której następnie przystąpiła. W 2005 z ramienia LPR ponownie uzyskała mandat w okręgu rzeszowskim, uzyskując 6062 głosy. W wyborach parlamentarnych w 2007 bez powodzenia ubiegała się o reelekcję.
Została przewodniczącą Obywatelskiego Stowarzyszenia Uwłaszczeniowego w Łańcucie i działaczką Akcji Katolickiej.